# Heteromysis formosa
Heteromysis formosa är en kräftdjursart som beskrevs av Sidney Irving Smith 1873. Heteromysis formosa ingår i släktet Heteromysis och familjen Mysidae. Arten har ej påträffats i Sverige. Inga underarter finns listade i Catalogue of Life.